# Joan G. Robinson
Joan G. Robinson, de son nom de jeune fille Joan Gale Thomas (née le 10 février 1910, morte le 20 août 1988) est une écrivaine et illustratrice britannique de livres pour enfants. Elle publie notamment le célèbre Souvenirs de Marnie (1967), librement adapté en un film d'animation par le studio Ghibli en 2014.

## Biographie
Joan Gale Thomas naît dans une famille d'avocats, et grandit dans une banlieue aisée de Londres à Hampstead Garden Suburb. Elle est la deuxième d'une fratrie de quatre enfants. Petite, elle fréquente 7 écoles différentes et rêve d'être illustratrice d'albums pour enfants. Cette période de sa vie est marquée par la solitude, ce qui se ressentira dans ses écrits, comme "Souvenirs de Marnie" (When Marnie was here, 1967). Elle n'obtiendra aucun diplôme durant son parcours scolaire. 
Elle se marie à l'illustrateur et écrivain Richard Robinson, avec qui elle aura une fille Déborah.
Elle publie son premier livre à 29 ans, A stands for angel.
La famille s’installe à King’s Lynn dans le Norfolk. 
Joan Gale Robinson meurt en 1988  à l'âge de 78 ans.

## [1]Œuvres
- 1939, sous le nom de Joan Gale Thomas : A Stands for Angel, Londres, Mowbray.
- 1948, sous le nom de Joan Gale Thomas : God of All Things, Londres, Mowbray.
- 1953 : Teddy Robinson, Londres, George G. Harrap & Co.
- 1957 : Mary–Mary, Londres, George G. Harrap & Co.
- 1967 : Souvenirs de Marnie (When Marnie Was There, Londres, Collins, avec des illustrations de Peggy Fortnum).
- 1969 : Charley (ou The Girl Who Ran Away), Londres, Collins. Avec des illustrations de Prudence Seward.
- 1972 : The House in the Square, Londres, Collins. Avec des illustrations de Shirley Hugues.
- 1977 : The Summer Surprise, Londres, Collins. Avec des illustrations de Glenys Ambrus.
- 1978 : Meg and Maxie (ou The Sea Witch ou The Dark House of the Sea Witch). Londres, Collancz.